# Gérard Corbiau
Gérard Corbiau (* 19. září 1941 Brusel) je belgický filmový režisér, který se specializoval na snímky z prostředí klasické hudby a opery. Za svůj život natočil jen čtyři celovečerní kinofilmy, avšak jeden z nich, životopisný snímek o vykastrovaném pěvci nazvaný Farinelli, získal v roce 1995 Zlatý glóbus za nejlepší cizojazyčný film. Zároveň byl nominován na Oscara za nejlepší cizojazyčný film i na Křišťálový glóbus v Karlových Varech. Již jeho první film La Maître de musique byl na Oscara v roce 1988 nominován. Také film Král tančí (2000) je věnován hudbě, životu skladatele Jeana-Baptisty Lullyho. Mimo hudební oblast se režisér vydal pouze ve snímku L'Année de l'éveil (1991), což je adaptace románu Rok probuzení od Charlese Julieta. K filmům Král tančí a Farinelli si Corbiau sám napsal scénář. Natočil též pět desítek dokumentárních filmů pro belgickou televizní stanici RTBF.